# Metriek stelsel

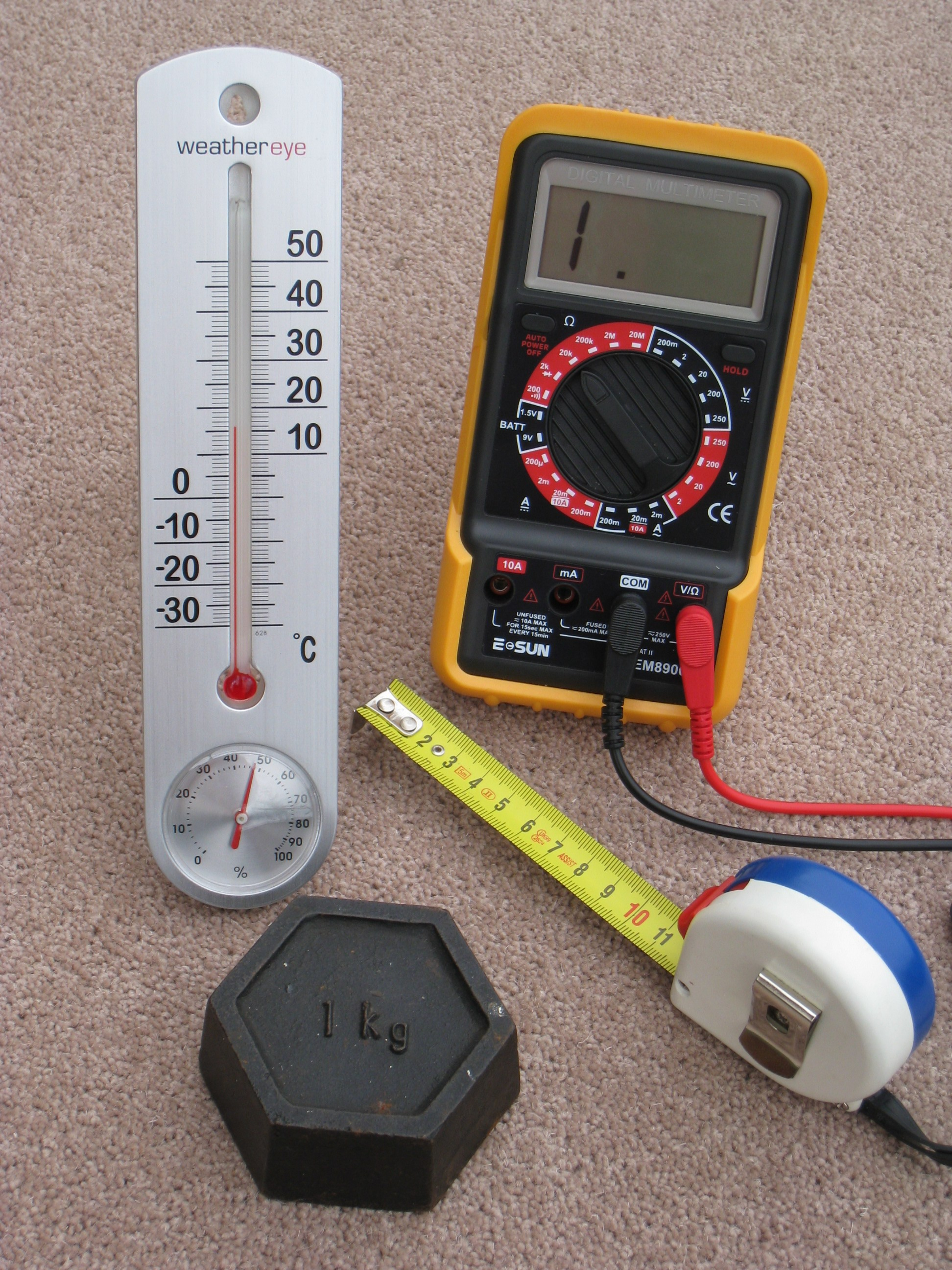
Een meetlint in centimeter, een thermometer in graden Celsius, een kilogram gewicht en een elektrische multimeter in volt, ampère en ohm

Een metriek stelsel of metrisch systeem is een systeem van uniforme standaardeenheden voor het meten van bijvoorbeeld afstand, gewicht en temperatuur. De invoering van het metriek decimaal stelsel was een van de belangrijkste verwezenlijkingen van de Franse Revolutie en het napoleontisch tijdperk. Vóór de invoering van het metrieke stelsel werden verschillende maten gebruikt in verschillende landen en zelfs in verschillende delen van een land. Zo verving de meter oudere maten als de duim, de el en de voet.
In het verleden zijn verschillende varianten van het metrieke stelsel ontwikkeld, waaronder het cgs-systeem en het Nederlandse metrieke stelsel. Sinds 1960 wordt het Internationale Stelsel van Eenheden (SI-stelsel) gebruikt als internationale metrieke standaard. Dit stelsel is de wettelijke standaard in de Europese Unie. Alle eigenschappen en maten van producten die op de markt gebracht worden, moeten uitgedrukt worden in dit stelsel.

## Geschiedenis

Landen naar datum van metricatie van 1795 tot 1998.

Het metrieke stelsel is in opdracht van de Franse regering door een groep natuurkundigen ontworpen in de jaren 1790–1798, ten tijde van de Franse Revolutie. Voordien was er sprake van een chaotische toestand met tal van regionaal verschillende en slecht op elkaar aansluitende eenheden. Dit werd nu vervangen door een uniform decimaal stelsel voor alle maten en gewichten. In alle buurlanden en overzeese koloniën die het revolutionaire en later Napoleontische Frankrijk veroverde, werd tussen 1795 en 1815 het metrieke stelsel ingevoerd. Tijdens de Restauratie werd dit overal weer ongedaan gemaakt en de oude lengtematen opnieuw ingevoerd in een poging de Revolutie uit te wissen.
In Nederland, België en Luxemburg vond de (tweede) metricatie plaats in 1820. Koning Willem I der Nederlanden vond het namelijk belangrijker om eenheid te creëren in zijn nieuwe koninkrijk dan angstvallig elke associatie met de Franse Revolutie te vermijden. Toen werden traditionele eenheden als voeten, morgens en pinten vervangen door meters, vierkante meters en kubieke meters en decimale vergrotingen en verkleiningen van deze basale eenheden. Wel werden enkele decennia oude namen gebruikt voor de moderne eenheden: de el voor de meter, palm voor decimeter, duim voor centimeter en streep voor millimeter. Behalve enkele uitzonderingen worden traditionele eenheden in deze landen niet toegepast, wat wellicht ook de reden is dat het woord "metricatie" in Nederland nagenoeg onbekend is.
In de rest van de 19e eeuw werd het metrieke stelsel opnieuw of voor het eerst ingevoerd in vooral continentaal Europa en Latijns-Amerika. Begin 20e eeuw volgde het grootste deel van Azië en halverwege de 20e eeuw werd de meter geïntroduceerd in de meeste Afrikaanse landen. Pas in 1975 gingen het Verenigd Koninkrijk en het Gemenebest over op het SI, maar nog steeds worden in Engeland veel traditionele eenheden gebruikt, zij het (meestal) niet officieel. Anno 2023 zijn van de ontwikkelde landen alleen de Verenigde Staten van Amerika niet metrisch. Dat betreft met name het gebruik van maten en gewichten in het dagelijks leven; in de natuurwetenschappen werkt men gewoonlijk met het SI-eenhedenstelsel omdat met het Amerikaanse eenhedenstelsel alleen moeizaam wetenschap is te bedrijven.
Wie de voordelen van het internationale eenhedenstelsel afzet tegen de nadelen van traditionele eenhedensystemen, begrijpt niet goed waarom men in bepaalde landen zo'n moeite heeft met de metricatie.
De meest bekende en langstgebruikte traditionele eenhedenstelsels die nog niet geheel vervangen zijn door het metrieke stelsel, zijn het US Customary system (USC) en het British Imperial system (BI), die in veel opzichten met elkaar overeenkomen, maar toch een aantal essentiële verschillen kennen. In beide systemen hanteert men soms dezelfde naam voor een eenheid, maar zijn de feitelijke waarden verschillend. Zo is een USC-gallon 3,79 l en een BI-gallon 4,55 l.

## Functie
Het metrieke stelsel is ontworpen om logischer en makkelijker allerlei zaken te meten en wegen, en ermee te rekenen. Als bovendien iedereen ter wereld zich aan dezelfde standaard houdt, worden communicatie, samenwerking en handel een stuk eenvoudiger.

### Verdwenen dubbelzinnigheden
Traditionele eenhedenstelsels kennen vaak een aantal merkwaardige dubbelzinnigheden, die een correct begrip in de weg kunnen staan. Zo wordt in het Amerikaanse en het Britse stelsel gebruikgemaakt van de fluid ounce als maat voor het volume, terwijl de ounce duidt op een gewicht. In het USC-systeem is dat overigens een volume van 29,574 ml en in het BI-systeem een volume van 28,413 ml.
Een andere dubbelzinnigheid zien we vaak als het gaat om het verschil tussen gewicht en massa. Gewicht is een kracht en wordt in het SI in newton gemeten. Het gewicht van een voorwerp is afhankelijk van de versnelling van de zwaartekracht. Het gewicht van een voorwerp is op de maan veel kleiner dan het gewicht van datzelfde voorwerp op aarde. De massa is echter een eigenschap van het voorwerp, namelijk de mate waarin dat voorwerp zich verzet tegen versnelling. De massa van een voorwerp verandert niet als we het naar de maan brengen. In veel oudere eenhedensystemen worden beide grootheden door dezelfde eenheid aangeduid. Als er in een situatie dubbelzinnigheid kan optreden gebruikt men wel een aparte toevoeging. Zo kenden we tot in de jaren zeventig in Nederland de kgf (kilogram force) als eenheid van kracht en de kg massa als eenheid van massa. Zo kent het Amerikaanse eenhedenstelsel de pound-force, die ook wel met slug wordt aangeduid.

### Conversiefactoren
Misschien wel het meest voor de hand liggende voordeel van metrieke stelsels zoals het SI is het decimale karakter ervan. Door middel van voorvoegsels als centi, kilo, enzovoorts, kan men van een kleinere eenheid naar een grotere gaan of omgekeerd. De decimale verdeling van eenheden sluit daarbij naadloos aan bij het rekenen in het decimale stelsel.
Een opvallende eigenschap van het Amerikaanse en het Imperiale systeem is de specifieke niet-decimale onderverdeling van maten en gewichten. Iedere grote of kleinere maat heeft een eigen naam en een eigen numerieke relatie met de andere maat van dezelfde soort. Zo is bijvoorbeeld de eerst grotere lengte-eenheid van de inch (= 2,54 cm) de foot en de opvolger van de foot, de yard. Er gaan 12 inches in een foot, maar 3 feet in een yard. Allerlei min of meer vreemde, maar rekenkundig buitengewoon onhandige, factoren worden hierbij gebruikt. Zo gaan er bijvoorbeeld 14 pound in een stone. Hierbij moet men overigens wel weten over welke pound men het heeft. Zo kan een pound opgedeeld zijn in 12, 15 of 16 ounces, afhankelijk van het toepassingsgebied. (Hier zien we een uitzondering op de Nederlandse metrieke situatie. Het handelsgewicht (eigenlijk de massa) van goud wordt nog altijd in troy ounces (= 31,1 g) weergegeven.)
Het verschijnsel dat de waarde van een eenheid afhankelijk is van zijn toepassingsgebied noemt men inconsistentie van het eenhedenstelsel. Zo bestaan er een statute mile en een geografische of nautische mijl. De eerste heeft een lengte van 1760 yard (= 5280 feet = 63.360 inch = 1609,344 m); de tweede heeft een lengte van 1852 m.
De grotere eenheden van het BI en USC zijn meestal niet decimaal opgedeeld in kleinere eenheden, waardoor het rekenen ermee zeer bewerkelijk kan zijn. De verhoudingen van maten van een soort zijn dus geen macht van 10 zoals in metrieke stelsels. Zo bestaat een USC-gallon uit 231 inch3 en een acre uit 4840 yard2.
Bij het omrekenen van de ene maat in de andere is het kunnen beschikken over een conversietabel met conversiefactoren, zoals bovenstaande 231 (bij inhouden) en 4840 (bij oppervlakten), onontbeerlijk. Wie bijvoorbeeld wil weten hoeveel gallon water er in een aquarium van 10 × 12,5 × 15 inch3 zit, heeft een ingewikkelde rekensom te maken.

### Coherentie
Het SI-stelsel is een voorbeeld van een coherent eenhedenstelsel. Het systeem gaat uit van een klein aantal basiseenheden (7) waarvan andere eenheden via de conversiefactor 1 worden afgeleid. Zo wordt de newton gedefinieerd als de kracht die men op een massa van 1 kg moet uitoefenen om hem een versnelling van 1 m per 1 s2 te geven.
Dat niet-metrische eenheden een lang leven kunnen hebben blijkt wel uit het gebruik van de calorie. Nog afgezien van de moeilijkheden met de definitie is een calorie via de factor 4,18 verbonden met de SI-eenheid joule voor de energie, zoals men op verpakkingen in de supermarkt kan zien. De calorie is een eenheid die via een factor ongelijk aan 1 verbonden is aan de metrieke eenheden en is dus overbodig en ongewenst. De calorie is dus strijdig met de coherentie van het SI-eenhedenstelsel.
Dat incoherentie van eenhedenstelsels een lastig rekenkundig probleem kunnen opleveren zien we in Amerika, waar het vermogen van bijvoorbeeld airco's wordt gegeven in BTU/h (British Thermal Unit per uur), maar het vermogen van een strijkijzer in W (watt). Zonder omrekeningstabel is niet eenvoudig te begrijpen hoe het ene vermogen samenhangt met het andere.

### Basiseenheden
De basiseenheden die men oorspronkelijk koos waren centimeter - gram - seconde. Dit wordt het cgs-stelsel genoemd. Er ontstonden echter twee versies van (het elektrische en het magnetische) en weer later werd besloten orde in de chaos te scheppen door andere basiseenheden aan te nemen: meter - kilogram - seconde - ampère. Ten slotte werd dit mksa-stelsel weer verder verfijnd door niet meer alle factoren van 10 te aanvaarden maar te denken in factoren van 1000. Dit is het huidige SI-stelsel.
Vooral door de onwil van de kant van de Verenigde Staten om aan deze standaardisatie mee te doen, is er nog steeds een verzameling eenheden in de wetenschap in gebruik die uit verschillende ontwikkelingsstadia van het eenhedenstelsel stammen. Zo worden voor druk de psi (een niet-metrische eenheid: pound per square inch), de torr en de atmosfeer ("ad hoc" metrisch), de bar (cgs) en (zelden) de SI-eenheid pascal (Pa) gebruikt.
De algemeen wereldwijd gebruikte eenheden die betrekking hebben op elektrische verschijnselen zijn van huis uit gebaseerd op het cgs-systeem. Om deze eenheden aan te laten sluiten op het op het Europese vasteland voor mechanica gebruikelijke kms-systeem was het nodig de kilogram als eenheid van massa te kiezen. Deze basiseenheid heeft echter het decimale voorvoegsel kilo (× 1000) in zijn naam staan. Dit zou de gedachte kunnen oproepen dat toch de gram de basiseenheid is. De naam kilogram is dus in principe voor een basiseenheid onjuist. Aangezien de kilogram een dusdanig wijdverbreid en algemeen gebruikte eenheid was heeft men het niet aangedurfd bij het ingaan van het SI de naam van de kilogram te wijzigen in bijvoorbeeld de voorgestelde "einstein". De naam kilogram voor de eenheid van massa is daarmee een nog steeds bestaande onvolkomenheid in het SI-stelsel. Bij de voorvoegsels wordt uitgegaan van de gram (die niet "millikilogram" heet).
Het metrieke stelsel werd niet ingevoerd bij de dagelijkse tijdmeting. Hier spreekt men nog steeds van 12 maanden, 365 dagen, 24 uur, 60 minuten en 60 seconden. Maar eenheden kleiner dan een seconde zijn wel decimaal, bijvoorbeeld 1/100 van een seconde. In de mechanica en wetenschap is de seconde als eenheid van tijd sinds geruime tijd de standaard.

### Nieuwe eenheden
In de twee eeuwen sinds de herinvoering is het stelsel een aantal malen uitgebreid en aangepast. Vooral door de wetenschappelijke ontwikkelingen van de 19e en 20e eeuw kwam er behoefte aan veel nieuwe eenheden, bijvoorbeeld voor magnetische en elektrische verschijnselen.
De eenvormigheid, die de oorspronkelijke opstellers op het oog hadden, is niet altijd bewaard gebleven, doordat er eenheden in het leven geroepen werden die niet in het oorspronkelijke stelsel pasten.

#### Calorie en joule
Een voorbeeld is de calorie. Dit is een metrische eenheid in die zin dat er met factoren 10 of 1000 gewerkt wordt: de kilocalorie (kcal) is 1000 cal. Later werd de calorie vervangen door de joule (1 cal = 4,1868 J), omdat deze beter te herleiden is tot een beperkt aantal reeds gedefinieerde basiseenheden (1 joule = 1 N·m = 1 kg·m²/s²).

#### Micron en ångström
Het idee van de standaardvoorvoegsels werd niet toegepast toen de kleine lengte-eenheden micron (ook wel mu, symbool μ) en ångström (Å) werden geïntroduceerd. Deze nieuwe namen werden zelfs weer voorzien van standaardvoorvoegsels (bijvoorbeeld millimicron mμ). Volgens het metrieke principe moeten deze eenheden de naam meter dragen met een voorvoegsel. De 'juiste' naam voor de micron is micrometer, symbool μm, de millimicron is gelijk aan de nanometer (nm) en een ångström is 0,1 nm (ofwel 1 Å = 10-10 m).

#### Candela
De SI-eenheid candela voor lichtsterkte is in zekere zin ook een ad-hoceenheid, daar de definitie gebaseerd is op de lichtgevoeligheid van het menselijk oog bij een bepaalde golflengte. Voor natuurwetenschappelijke doeleinden is de candela een overbodige eenheid; het uitgestraalde vermogen van een lichtbron of andere stralingsbron kan uitstekend uitgedrukt worden in de eenheid watt (J/s).

#### Bits en bytes
Een ander niet metrisch systeem komt voor in de computerwereld. In essentie zijn dit machten van het grondtal 2. Zo is een kilobyte officieel niet 1000 bytes, maar 1024. Dit heeft men opgelost door een nieuwe standaard in te voeren Veelvouden van bytes. 
- Historisch woordenboek van Zwitserland: 013754
- National Archives and Records Administration: 10640919
- Bibliotheek van het Japanse parlement: 005676286